# Dombeya sahatavyensis
Dombeya sahatavyensis är en malvaväxtart som beskrevs av Arenes. Dombeya sahatavyensis ingår i släktet Dombeya och familjen malvaväxter. Inga underarter finns listade i Catalogue of Life.